# Geheimcode Wildgänse
Geheimcode Wildgänse (italienischer Titel: Arcobaleno selvaggio) ist ein deutsch-italienischer Actionfilm aus dem Jahr 1984.

## Handlung
Eine Gruppe Söldner unter dem Kommando von Captain Robin Wesley bekommt über den Geschäftsmann Brenner aus Hongkong den Auftrag der amerikanischen Drogenfahndung DEA, im Goldenen Dreieck in Indochina ein großes Heroinlager zu vernichten, das einem korrupten General gehört. Ziel der Operation ist es, die Nachschublieferungen der Drogen in die USA und Europa zu behindern.
Captain Wesley hat persönlich eine Rechnung offen mit Drogenschmugglern und -händlern, da sein Sohn minderjährig an einer Überdosis Drogen gestorben und in Hongkong beerdigt ist.
Unterstützt von einheimischen Untergrundkämpfern gelingt die Eroberung eines Radarpostens und die Einnahme und Zerstörung des Lagers. Vor der Zerstörung des Lagers entdeckt Wesley noch Papiere und Computerdisketten, die auf ein zweites Lager hindeuten.
Mit seinen verbliebenen Männern und einer aus dem ersten Lager befreiten weiblichen, kanadischen Geisel schlägt er sich zum zweiten Lager durch und vernichtet dabei einen Zug, der mit Opium beladen ist, jedoch sind schon viele seiner Männer inzwischen erschossen worden.
Vor der Einnahme und Zerstörung des zweiten Lagers wird die verbliebene Gruppe um Wesley von der eigenen Unterstützungsmannschaft angegriffen, die von Charlton geführt wird, denn Charlton ist mit Brenner der Eigentümer des zweiten Lagers und hat mit Brenner die ganze Aktion von Wesley nur eingefädelt, damit der General sein Lager verliert und der Preis für seine Drogen dementsprechend steigt.
In einem actiongeladenen Endkampf gelingt Wesley die Flucht mit der Geisel und seinem Piloten Trevors sowie die thermische Zerstörung des Lagers und die Liquidierung von Charlton. Neben Trevors hat nur ein Mann aus Wesley ursprünglicher Kampfgruppe überlebt, denn Kowalski wurde bei der Einnahme der Radarstation schwer verletzt, konnte sich jedoch ins Basislager zurück durchschlagen.
Nach seiner Rückkehr fliegt er direkt vom Basislager nach Hongkong zu Brenner und liquidiert den ehemaligen Freund.
In der Schlussszene sind der Chef der DEA und Wesley auf der Beerdigung von Brenner, und ein alter lateinischer Satz könnte der Abschluss sein: De mortuis nihil nisi bene („Über Verstorbene nur wohlwollend“).

## Produktion
Die Idee zu dieser Story hatte den Titel Rainbow Warriors und stammte von Willi Baer. Sie wurde von dem Produzenten Erwin C. Dietrich gekauft, um die Fortsetzung von Die Wildgänse kommen zu verwirklichen. Die Dreharbeiten erfolgten, von Dietrich begleitet, im philippinischen Dschungel. Als besonderen Coup setzte Dietrich neben den internationalen Stars mehrere Berliner Synchronsprecher als Schauspieler ein.
Am 5. Oktober 1984 konnte er an der Mailänder Filmmesse Mifed sein Werk präsentieren. Die FSK stufte den Film am 27. November 1984 offiziell von 16 auf 18 herauf. Mit knapp 800.000 Eintritten blieb Geheimcode: Wildgänse in der Bundesrepublik Deutschland hinter den Erwartungen zurück, was aber durch Verkäufe in die ganze Welt ausgeglichen werden konnte.

## Kritik
„Fader Legionärsfilm, dessen Logik sich im kaltblütigen Mord erschöpft, unerträglich in seinem pausenlosen Gemetzel.“